# Надрилекарство
Надрилекарство представља промовисање недоказаних или лажних медицинских пракси. Насумични кућни речник описује „надрилекарство“ као „лажно или незналачко представљање медицинским стручњаком, или особу која се прави, професионално или јавно, да има искуства, знања или квалификација које не поседује; шарлатана“.
„Лекарска превара“ често је коришћена као синоним за надрилекарство, али истакнута карактеристика је агресивно промовисање, пре него превара, похлепа или намерно дезинформисање.
„Псеудомедицина“ је термин за третмане који су познати као неефективни, без обзира на то да ли њихови заговорници верују у њихову ефективност.

## Дефиниција
Како не постоји прецизан стандард за то шта чини надрилекарство, и како разликовати надрилекарство од експерименталне медицине, протонауке, религијских и спиритуалних веровања итд., оптужбе за надрилекарство често су предмет многих полемика.
У одређивању да ли је особа примењивала надрилекарство, главно питање је прихватљив доказ за ефикасност и сигурност примењиваних третмана, лекова, прописаних режима или процедура особе оптужене за надрилекарство. Како постоји одређен ниво несигурности код свих медицинских третмана, честа етичка пракса (у неким случајевима и правни услов) за фармацеутске компаније и многе лекаре је изрицање очекивања, ризика и ограничености одређеног медицинског избора.
Како је понекад тешко раздвојити оне који намерно промовишу недоказану медицинску терапију од оних који то грешком чине, судови у Сједињеним Државама су одредили да у случајевима дифамације оптужити неког за надрилекарство или назвати лекара „нарилекаром“ није исто што и оптужити ту особу за обављање медицинске преваре. Да би случај био одређен као и надрилекарство и превара, надрилекар мора бити свестан свог погрешног представљања користи и ризика понуђених медицинских услуга (а не, на пример, промовисање неефективног продукта, у чију ефикасност особа искрено верује).
Затим, као етички проблем промовисања користи за које се не може разумно очекивати да се догоде, надрилекарство такође подразумева ризик који пацијенти могу изабрати као замену за третмане који би им највероватније помогли, у корист неефективних третмана који су им препоручени од „надрилекара“.
Кваквоч Стивена Барета дефинише надрилекарство на следећи начин:
| „ | Да би избегли проблеме, надрилекарство би могло бити широко дефинисано као „било шта што укључује прекомерну промоцију у области здравства“. Ова дефиниција би укључила и сумњиве идеје, као и сумњива добра и услуге, без обзира на искреност њихових промотера. У складу са овом дефиницијом, реч „превара“ била би резервисана само за случајеве у којима постоји намерна обмана. | ” |

Пол Офит је предложио четири случаја у којима алтернативна медицина „постаје надрилекарство“:
1. „...када се предлаже да су терапије које су у супротности са конвенционалним од помоћи.“
2. „...када се промовишу потенцијално штетне терапије без претходног адекватног упозорења.“
3. „...када се ‘исушују’ банковни рачуни пацијената.“
4. „...када се промовише магијско размишљање.“

## Надрилекар
Непроверени, често неделотворни, и понекад опасни лекови и третмани били су продавани током читаве људске историје. Понекад су се одржавале позоришне представе како би се повећала веродостојност наводних лекова. Грандиозне тврдње су прављене од онога што би могло бити заиста скроман материјал: на пример, средином 19. века се објављивало да „Ревалента арабица“ (или другачије „Ервалента“) има изузетне ресторативне врлине као емпиријска исхрана за инвалиде; упркос свом импресивном имену и многим сјајним сведочењима о делотворности, то је заправо било обично лентилово брашно продавано лаковернима по вишеструко увећаној правој цени.
Чак и када превара није била намеравана, надри лекови често нису садржали ма који ефикасни састојак. Нека лековита средства садржала су супстанце као што су опијум, алкохол и мед које би олакшале симптоме али нису имале лековита својства. Неки би имали зависна својства која би привлачиле купца да им се стално враћа. Неколико ефикасних лекова које су продавали надрилекари, садржали су еметике (супстанце које изазивају повраћање), лаксативе и диуретике. Неки састојци су имали лековите ефекте: једињења живе, сребра и арсена можда су помогла код инфекција и куга; кора врбе садржала је салицилну киселину која је по хемијском саставу слична аспирину; и кинин садржан у језуитској кори био је ефикасан третман за маларију и друге грознице. Међутим, знање о прикладним употребама и дозама је било веома ограничено.

## Критика надрилекарства на академији
Знанствена медицинска заједница критиковала је мешање алтернативне медицине у академску медицину, образовање и публикације, оптужујући институције за „преусмеравање времена истраживања, новца и других ресурса из плодоноснијих линија истраживања како би наставили теорију која нема основа у биологији.
Р.W. Доннелл је сковао фразу “надриакадемска медицина” да би описао ову пажњу коју је академија дала алтернативној медицини. Позивајући се на Флекснеров извештај (Абрахам Флеxнер), рекао је да медицинско образовање “треба добро Флексенирианско чишћење”.
На пример, Давид Горски је критиковао Брајана М. Бермана (Бриан М. Берман), оснивача Универзитета Мериленд Центра за интегративну медицину, јер је писао да “Постоје докази да су И права И лажна акупунктура ефикасније него да нема никаквог третмана И да акупунктура може бити корисна допуна другим формама конвенционалне терапије за бол у доњем делу ледја”. Такође је критиковао уреднике и рецензенте у часопису “Нови енглески медицински часопис” ("New England journal of medicine") што су дозволили да то буде објављено, пошто је ефикасно препоручивало намерну обману пацијената како би се постигао познати плацебо ефекат.

## Историја у Европи и САД
Због малог познавања узрока и механизама функционисања болести, „лекови“ који су широко пласирани ( за разлику од локално произведених и локално коришћених лекова), називају се још и патент лекови, дошли су до изражаја у 17. и 18. веку у Британији и њеним колонијама, поготову у Северној Америци. Дафијев еликсир и Тарлингтонов балсам први су користили брендирање и масовни маркетинг за стварање и одржање тржишта. Сличан процес се у исто време одвијао у другим земљама Европе, као на пример са маркетингом колоњске воде коју су Јохан Марија Фарина и његови имитатори пласирали као универзални лек. Патент лекови су се углавном састојали од алкохола и од опијума, који су пружали олакшање и изазивали збуњеност код потрошача, иако вероватно нису лечили болести за које су се представљали као лекови.
Број међународно распрострањених патент лекова се повећао крајем осамнаестог века, од којих је већина настала у Великој Британији. До 1830. године Британски парламент је забележио је преко 1300 различитих врста, од којих већина испуњава савремене стандарде.
Холандска организација, Друштво за борбу против надрилекарства (ВтдК), основана је 1881. године и она представља најстарију организацију на свету овог типа. Од тада ова организација издаје часопис: „Холандски магазин против надрилекарства“. Друштво за борбу против надрилекарства се првих година залагало за признање медицине као науке. Њихово учешће у јавним дебатама је омогућило Холандији да постане једна од првих земаља са владином регулативом о лековима.
Британска медицинска асоцијација је 1909. године, у покушају да заустави продају патент лекова, објавила у свом часопису истраживање: „Тајни лекови, колико коштају и од чега се састоје“. Састоји се од 20 поглавља, од којих сваки обухвата по једну болест коју би ти лекови требало да лече. Сваки лек је темељно испитан, у предговору је истакнуто: „Тачност података не може се довести у питање; истраживање је спроведено са великом пажњом веома квалификованих хемичара“. Ово истраживање је довело до забране једног дела лекова, док је други део надживео књигу неколико деценија. На пример Бичамове таблете су се 1909. године састојале само из алоје, ђумбира и сапуна, и ако су представљане као лек за 31 болест. Биле су продаване све до 1998. године.
Британски патент лекови су изгубили превласт на тржишту Северне Америке за време Америчке револуције, када им је био забрањен увоз на територију Тринаест колонија, а затим због истог разлога губе још више територија за време Рата из 1812. године. Почетком деветнаестог века домаћи амерички брендови почињу да попуњавају празнине, достижући свој врхунац у првим годинама након Америчког грађанског рата. Британски лекови нису успели никада да поврате стару доминацију на тржишту Северне Америке, а ера која је уследила назива се периодом „златног доба“ надрилекарства у Сједињеним Државама. Та доминација се огледа у сличном порасту америчких патент лекова у другим деловима света.
У Сједињеним Државама, лажни лекови у овој сфери су се жаргонски називали: „змијско уље“. Назив се односи на висину цена лажних лекова који су наводно били бољи од осталих због тога што су се правили од егзотичних састојака. Они који су их продавали називали су се: „трговци змијског уља“, и најчешће су продавали своје лекове користећи се страсним говорима сличним религиозним проповедима о проклетству или паклу. Најчешће су пратили друге позоришне или забављачке трупе које су путовале из града у град. Напуштали су места брзо, пре него што су мештани имали могућност да открију да су њихови лекови лажни. Међутим нису сви трговци патент лековима били ограничени на другоразредне послове, одређени број трговаца, поготову у Сједињеним Државама, се обогатио захваљујући националним и интернационалним продајама својих производа.

„Пацифички медицински и хируршки часопис“ је 1875. године уложио жалбу:
„Ако је Сотона икада успео да скупи већи број лажи у један скуп људских тела изван других описа, то је учинио у рекламирању надрилекарства. Хладноћа и размишљање са којим они проповедају најочигледније лажи су стварно ужасне. Скорашњим доласком у Сан Франциско, чије име може указати на то да потиче из Понтијских мочвара Европе, најављује себе као: „Бивши доктор Масачусетске Амбуланте, из Бостона.“ Овај момак је био довољно дрзак да објави да наплаћује лекарима у својим случајевима 5 долара! Још један геније у Филаделфији, који има лажну диплому, тврди да је основао нови систем лекарске праксе и назива себе „професором“. Он промовише два еликсира које је он сам произвео, један је за „све мушке болести“, а други за „све женске болести“! На листи препарата које овај бедник рекламира као резултат сопственог рада налази се озон!“
Један од многих примера је Вилијам Радама, немачки имигрант у САД, који је у 1880-им почео да продаје свој лек „Микроб килер“ широм Сједнињених Држава и, убрзо након тога, у Британији и у свим њеним колонијама. Његова мешавина била је рекламирана као лек „који лечи све болести“, чак је и ова фраза била утиснута на стаклене бочице у којима се продавао лек. У ствари, Радамов лек је био терапеутски бескористан (чак је у великим количинама био отрован), то је у ствари разређени раствор сумпорне киселине, обојен малом количином црног вина. Радамов рекламни материјал, поготову његове књиге, пружају нам увид у улогу коју је имала псеудонаука у развоју и маркетингу патент лекова.
Рекламне тврдње које су сличне Радамовим могу се наћи кроз 18-и, 19-и, 20-и и 21-и век. „Др“ Силби, енглеси продавац патент лекова у 18. и 19. веку, отишао је толико далеко да тврди да би његов лек могао да „поврати, реанимира, живот у случају изненадне смрти“. Још један енглески „лекар“ „Др Соломон“ наводи да његов Кордијал Балм оф Гилеад може да излечи готово све, али је посебно ефикасан код венеричних болести, од гонореје до онанизма. И ако је то у ствари бренди са укусом биља, цена је била пола гвинеје 1800.те године, што је еквивалентно £38(4.936 дин).
Не можемо рећи да су сви патент лекови лоши. Тарлингтонов балзам живота, који је први пут пласиран на тржиште средином осамнаестог века, имао је корисне особине. Овај лек је све до почетка двадесетог века носио своје оригинално име, и још увек се може наћи у британским и америчким фармакопејама као „Сложена структура бензоина“. У оваквим случајевима вероватно је недостајала емпиријска подршка када су били представљени на тржиште, а њихове предности су једноставно случајности откривене након чињенице.
Крај пута за патент лекове, који се данас сматрају за тешке видове преваре у земљама Северне Америке и Европе, био је почетком двадесетог века. Двадесет и првог фебруара 1906. године усвојен је Закон о чистој храни и лековима у Сједињеним Државама. Овај закон је резултат кампање коју су деценијама водили државни органи и медицинске установе. Велики број издавача и новинара их је подржавао, најистакнутији је новинар Самјуел Хопкинс Адамс, који је написао дело „Велика америчка превара“. Три године касније у Британија и друге европске земље следе пример Сједињених Држава и уводе своје законе. Ови закони уклонили су изузетно опасне састојке из патент лекова, и присили су њихове произвођаче да прекину да их промовишу неискреним тврдњама.

## Модерна култура
Надрилекарство је промоција вештачких и неодобрених здравствених шема ради профита. Укорењено је у традицијама тржишта. Надрилекарство се најчешће користи да би се означио настанак универзалног лека, већ поменутог у тексту. Надрилекарство постоји и данас, може се наћи у било којој култури и у свакој медицинској традицији. Насупрот другим медијима за оглашавање, брзи напредак у комуникацији помоћу интернета је омогућило нове прилике за нерегулисано тржиште надрилекова и тржишних кампања које се такмиче током двадесетог века. Већина људи који поседују е-мејл су се сусрели са тржишном тактиком попут spamming (узнемиравања) – где су модерни облици надрилекарства представљена као чудесна средства за губитак тежине и унапређења сексуалности, као и тржишта лекова чији је квалитет непознат.
Иако се надрилекарство најчешће упућује ка хроничним болесницима који су у позним годинама, заправо се може усмерити ка свим узрастима, укључујући и адолесцентима. Администрација хране и лекова помиње како одређене области потенцијалног надрилекарства могу представљати проблем: повећање груди, губитак тежине, стероиди и хормони раста, потамњивање и пилула за потамњивање тена, уклањања длака или раст длака, и реплике постојећих лекова.
Године 1992. председник Националног савета против здравствене преваре, Вилијам Т. Јарвис је написао у свом делу "Клиничка хемија" да:
Конгрес Сједињених Америчких Држава је потврдио да је надрилекарство најштетнија превара код старије популације. Американци потроше 27 милијарди долара сваке године на сумњиво лечење, прекомерно дајући новац на биомедицинском истраживању. Надрилекарство је карактерисано промоцијом вештачких и непроверених здравствених шема ради профита и не укључује у сваком случају подвале, преваре или похлепу. Прави проблем у рату против надрилекарства су принципи, укључујући и научна образложења која су укодирана у законима заштите потрошача, примарно у акту хране, лекова и козметике Сједињених Америчких Држава. Постоји потреба за сличним законима. Регулатори су изневерили масу у доношењу адекватних закона, додајући дупле стандарде, акредитирајући псеудомедицину. Ненаучна здравствена нега попут акупунктуре, ајурведе, киропрктичара, хомеотерапије итд. је дозвољена од стране индивидуалних држава. Практичари користе ненаучне методе и обмане на публици, са мањком комплексног здравственог знања, која мора да се ослања на поверење својих добављача. Надрилекарство штети не само људима, оно подрива научну предузимљивост и требало би је жестоко осудити од стране сваког научника.
Када би се они који практикују било коју врсту медицине изјаснили против надрилекарства, показали би озбиљно негодовање према одређеној врсти праксе. У многим развијеним државама постоје владине агенције попут Администрације хране и лекова у Сједињеним Америчким Државама, чији је задатак да надгледа и регулише безбедност лекова заједно са тврдњама од стране произвођача над новим и постојећим производима, укључујући лековима и нутриционистичким суплементима или витаминима. Федераслна трговинска комисија учествује у неким од ових послова. Да би се боље описала мање регулисана роба, 2000. године је амерички председник Клинтон потписао извршну наредбу 13147 које је створило Комисију беле куће о Допунској и алтернативној медицини. 2002. Комисијин последњи извештај је поседовао неколико сугестија која су се тицала едукације, истраживања, имплементације и накнаде као начини да се процене ризици и добици сваког. Као резултат, више новца је издвојено за истраживања неких од ових метода.
Индивидуалне и невладине агенције активно покушавају да разоткрију надрилекарство. Према Џону Ц. Норкросу (John C. Norcross) мање је консензус о неефикасности "у поређењу са ефикасним процедурама" али идентификовањем оба "псеудонаучним, непотврђеним или уврнутим психотерапијама" и "мере процене упитних вредности психометријских основа" било је подржано од стране многих аутора. Покрет праксе засноване на доказима у менталном здрављу увеличава консензус у психологији да би психолошка пракса требало да се ослања на емпиријска истраживања. Такође постоје интернет странице о "антинадрилекарству", попут Quackwatch које помажу купцима да процене тврђења. Информације овог сајта су важне не само купцима, већ и професионалцима медицине.

### Народна Република Кина
Занг Вубен, надрилекар који је се представљао као квалификован од стране традиционалне кинеске медицине у Народној републици Кини је у свом деловању представљао живи плави патлиџан и мунг семена као општи лек. Занг који је избегао легалну одговорност како је представио себе као нутриционисту, не као доктор, појавио се на телевизору у Кини и написао је једну од најпродаванијих књига Јелом се отараси болести добијене јелом  (Eat Away the Diseases You Get from Eating). Занг који је за десет минута прегледа наплаћивао 450 долара, имао је листу чекања од две године када је разоткривен. Истражиоци су покренути након што су истражили мунг семена која су показала да насупрот његовом представљању, он није долазио из породице успешних традиционалних лекара и никада није дипломирао медицину на универзитету у Пекингу као што је тврдио. Једино његово образовање била је кратка кореспонденција или курс који је завршио након што је отпуштен из текстилне фабрике. Упркос негативном публицитету на националном нивоу, Занг наставља да делује, али је пронашао јефтинији општи лек код мунг семена. Његова клиника Вубен Хала у близини Пекингског стадиона је затворена као илегална структура. Велики део Занговог успеха, било је захваљујући кинеским предузетницима, укључујући једну владину организацију која га је промовисала.
Ху Ванлин, који се представљао као доктор је разоткривен 2000. године и осуђен је на 15 година затвора. Преплавио је своју сплетку натријум сулфатом, Глауберовим соли, отровом у великим дозама. Тај случај је резултирао увођењем система медицинских лиценци у Кини.

## Заступљеност и прихваћеност
Постоји неколико наведених разлога због којих пацијенти прихватају надрилекарство упркос његовој неефикасности:
Незнање
Већина људи се бави надрилекарством како би искористила незнање људи о разлици између конвенционалних медицинских терапија и алтернативних. Популарна медицина је направила невероватан напредак, толики да људи теже да верују неоснованим тврдњама.

### Плацебо ефекат
Лекови или терапије за које се зна да немају фармаколошки ефекат на болести могу и даље утицати на перцепцију њихове болести. Такво понашање понекад има терапеутски ефекат, што доводи до побољшања стања пацијената. То не значи да се овај ефекат не заснива на биолошкој основи: „ И ако можемо описати плацебо ефекат као: „чисто стање свести“, сада знамо да постоји стварна неуробиолошка основа за ову појаву.“ Људи наводе да долази до смањења бола, повећања благостања, побољшању или чак потпуном нестанку симптома. За неке пацијенте, присуство неговатеља и примање лекова је само по себи лековито.

### Склоност потврди
Склоност потврди је тежња људи да се интерпретирају информације на начин који потврђује своја уверења или претпоставке. То је врста когнитивне пристрасности и систематична грешка индуктивног закључивања.
Неповерење у конвенционалну медицину
Многи људи, из различитих разлога, немају поверење у конвенционалну медицину или у главне корпорације за производњу лекова. На пример: „Псеудомедицина представља одговор на забрану дискриминације конвенционалних медицинских установа и резултирајуће неповерење.“

### Теорије завере
Активисти који се боре против надрилекарства су оптужени да су део огромне „завере“ која је усресређена на сузбијање неконвенционалних и/ или природних терапија, као и оних који их промовишу. Наводи се да ову „заверу“ потпомажу и финансирају фармацеутске индустрије и званични системи здравствене заштите, коју представљају Светска здравствена организација, Управа за храну и лекове, Америчко здравствено удружење итд, са циљем да очувају своју моћ и повећају своје профите. У случају киропрактике, „завера“ је поткрепљена судском одлуком о антимонополној тужби, Вилк против Америчког здравственог удружења(АМА), наводећи да је АМА учествовала у незаконитој завери ограничавања трговине „како би задржала и елиминисала киропрактику.“

### Страх од нежељених ефеката
Велики број фармацеутских лекова има веома узнемирујуће нежељене ефекте. Многи људи се плаше операција и њених последица, па се због тога одвраћају од тих захвата.

### Трошкови
Постоје људи који једноставно не могу себи да приуште конвенционалне третмане и због тога теже ка јефтинијим алтернативама. Неконвенционални практичари често нуде третмане по много нижој цени.

### Очај
Људи са озбиљним или терминалним болестима, или они чије је стање неизлечиво, теже да пронађу било који третман, занемарујући недостатак научних доказа о његовој ефикасности, или чак постојање доказа да је метода неефикасна или чак опасна.

### Понос
Када људи бране и одобравају неки „лек“, или уложе време и новац, не желе да признају или их је срамота њихове неефикасности и стога они широко препоручују третман који не функционише.

### Превара
Неки практичари, потпуно свесни неефикасности свог лека, намерно производе лажна научна истраживања и резултате медицинских испитивања, чиме збуњују потенционалне потрошаче у погледу ефикасности лечења.

## Особе оптужене за надрилекарство

### Преминули
- Томас Алинсон (1858-1918), оснивач неуропатија. Његова схватања су га често доводила у сукоб са Краљевским колеџом лекара Единбурга и Генералним медицинским већем, посебно због противљења честој употреби лекова од стране доктора, вакцинацији и његовој самопромоцији у штампи.[29] Због тога је био проглашен надрилекаром, а Генерални медицински савет га је одбацио због непримерног понашања.[30][31]
- Ловиза Ерберг (1801-1881), први женски шведски лекар. Због полне разлике сусрела се са великим отпором од стране мушких доктора и била је оптужена за надрилекарство. За време формалног истраживања ослобођена је свих оптужби и допуштено јој је да се бави медицином у Стокхолму, иако је женама 1820—их година било забрањено да практикују медицину. Касније је добила медаљу за свој рад
- Јохана Бранд (1885-1942) била је јужноафрички неуропата. Промовисала је „Лек од грожђа“ као лек за рак.[32]
- Џон Бринкли(1885-1942), специјалиста за ксенотрансплантацију, који је тврдио да је открио метод ефективне трансплантације тестиса коза за трансплантацију код старијих мушкараца. Након што су државни органи затворили његову праксу, он се окренуо политици 1930. године како би им се осветио, кандидовао се за позицију градоначелника Канзаса.[33]
- Хилда Кларк(1929-2009) је била контроверзни неуропата, ауторка и практичар алтернативне медицине. Тврдила је да може да излечи све болести методама које нису научно потврђене.[34]
- Макс Герсон (1881-1959) био је амерички лекар који је рођен у Немачкој, развио је алтернативни третман који је био заснован на дијети. Сматрало се да Герсонова терапија може да излечи рак и већину хроничних дегеративних болести. На основу истраживања Кваквоча, америка организација која се борила против надрилекарства, тврдње о леку Института Герсон нису засноване на стварним подацима о преживљавању и на комбинацији личних процена доктора да пацијент има разумне шансе да преживи, и на основу процена особља института о стању пацијената.[35] Америчко онколошко друштво наводи да не постоји поуздан доказ о ефективности Герсонове терапије.[36]
- Самјуел Ханеман (1755-1843), оснивач хомеопатије. Ханеман је веровао да су све болести проузроковане мијазмама, које је дефинисао као неправилности виталног система.[37] Такође је сматрао да болести могу да се лече супстанцама које код здравих особа производе симптоме сличне овој болести, у веома малим количинама, са терапеутским ефектом.[38][39][40]
- Лоренс Хемлин (1916) је оптужен 1906, за лажно промовисање свог „Чудотворног уља“ као лека који убија рак, на основу Закона о чистој храни и лековима .[41]
- Л. Рон Хабард (1911-1986) био је оснивач Сајентолошке цркве. Поред тога био је и амерички писац научне фантастике и бивши официр у америчкој морнарици. Проглашен је за надрилекара и преваранта од стране критичара Сајентолошке цркве, као и од великог броја психијатријских организација због екстремних антипсихијатријских схватања.[42][43][44]
- Вилијам Доналд Кели(1925-2005) био је ортодонт и Герсонов следбеник. Развио је алтернативну терапију за лечење рака под називом: „Неспецифична метаболичка терапија“. Овај третман је заснован на неоснованој тврдњи да „ погрешна храна изазива малигност да расте, док одговарајућа храна омогућава нормално функционисање одбрамбених механизама тела.[45]“ Ова терапија обухвата коришћење панкреатских ензима, 50 витамина и минерала дневно (укључујући амигдалин), клистирање кафом и специфичне дијете.[46] Кваквоч наводи: „ не само да је његова терапија неефикасна[47], већ људи са раком, који конзумирају овај лек, брже умиру и имају лошији квалитет живота од оних са стандардним третманом, такође могу трпети озбиљне и смртоносне нежељене реакције на лек.“ Најпознатији Келијев пацијент био је Стив Меквин.
- Џон Сент Џон Лонг(1798-1834) био је ирски уметник који је тврдио да може да излечи туберкулозу изазивање бола и ране на леђима, из које би болести изашла. Оптужен је два пута због убиства својих пацијената овом „терапијом“.[48]
- Џон Харви Келог (1852-1943) био је лекар из Бетл Крика у Минчигену, Сједињене Државе. Управљао је санитаријумом користећи холистичке методе са посебним фокусом на исхрану, клистирање и вежбање. Келог је био представник вегетаријанства и измислио је корнфлекс, житарице за доручак, заједно са својим братом Вилом Келогом.[47]
- Теодор Морел (1886-1948), немачки лекар који је познат по томе што је био лични доктор Адолфа Хитлера. Морел је давао Хитлеру око 74 супстанце, у 28 различитих смеша[48], укључујући хероин, кокаин, калијум бромид, папаверин, тестостерон, витамине и животињске ензиме[49]. Упркос Хитлеровом ослањању на Морела и његових препорука другим нацистичким вођама, као што су Херман Геринг, Хајнрих Химлер, Алберт Спир и други су тајно одбацили Морела као надрилекара.
- Данијел Дејвид Палмер (1845-1913) је био власник продавнице прехрамбених производа који је тврдио да је излечио глувоћу након што је исправио кичму. Основао је област киропрактике који се заснивао на принципу да се све болести могу излечити намештањем пршљенова. Његову хипотезу су дуго занемаривали медицински стручњаци[50]. Палмер је у Ајови основао објекат у коме су е одвијале терапије засноване на лечењу магнетима, називајући себе „доктором“. Његовим „вештинама“ нису сви веровали, попут локалних новина које су 1894.те године написале: „Залуђеник магнетизмом има луду идеју да може да излечи болесне и инвалиде својим магнетним рукама. Његове жртве су ментално слабе, незналице и сујеверне особе, које су годинама биле болесне и којима су досадили прави доктори. Користиле су његове методе у нади да ће оздрави у што краћем року... Ширење његовог бизниса нам показује шта се све може урадити у Давенпорту, чак и надрилекарима успева.“[51]
- Луј Пастер (1822-1895) је био француски хемичар, најпознатији по својим открићима у микробиологији. Његови експериметни су потврдили бактериолошку теорију болести, као и смањујући морталитет при породиљској грозници и створио је прву вакцину против беснила. Најпознатији је широј јавности по процесу који спречава млеко и вино да се покваре, тај процес је назван пастеризација. У почетку његова хипотеза је налетела на велики отпор, чак је и неколико пута оптужен за надрилекарство. Међутим он се данас сматра једним од три главна оснивача микробиологије, заједно са Фердинандом Коном и Робертом Кохом.[52]
- Лајнус Полинг (1901-1994), добитник Нобелове награде за хемију. Велики део своје каријере је провео залажући се за лечење соматских и психолошких болести ортомолекуларном медицином. Једна од његових најчешћих тврдњи је да се обична прехлада може излечити великим дозама витамина Ц. Заједно са Еваном Камероном је 1979. године написао књигу: „Рак и витамин Ц“. Књига је била популарнија код публике него код медицинских стручњака, који су ефективност витамина Ц при лечењу или спречавању рака посматрали као надрилекарство[53]. Његов биограф наводи како су његови ставови о мегадозама витамина Ц били контроверзни и да је он и даље називан преварантом и надрилекаром од стране критичара његове ортомолекуларне медицине.[54]
- Доктор Џон Хенри Пинкард(1866-1934) је био бизнисмен из Роанока, Вирџиније. Измислио је псеудолек који је продавао и дистрибуирао кршећиЗ Зако о храни и лековима. Био је познат и као: „... видовњак, биљни лекар и спиритуалиста[55].“ Део Пинкардове смеше од сангвинарије су 1931. године запленили савезни званичници. „Анализа коју је спорвело ово одељење на основу узорка ове смеше, показује се да се у основи састоји од екстракта биљних лекова, укључујући биљку сангвинарију, шећер, алкохол и воду. У извештају се наводи да је ова смеша погрешно обележена у одређеним изјавама, дизајну и уређајима који се односе на терапеутска и куративна дејства. Смеша која је наведена на етикети бочице је лажно представљена као ефикасно средство за лечење пнеумоније, кашља, слабих плућа, астме, бубрега, јетре, бешике или било којих стомачних проблема, као и да је делотворна за крв и нерве.“ На суду се изјаснио кривим и била му је додељена казна.[56]
- Вилхелм Рајх (1897-1957), аустријско-амерички психоаналитичар. Тврдио је да је открио космичку енергију коју је назвао Оргон. Развио је неколико уређаја, укључујући Клаудбастер и Акумулатор Оргона, за које је веровао да може користити оргоне да манипулише временом, ванземаљским борбама и да лечи болести, попут рака. Након итраге, ФДА је закључила да се сусрела са „преваром првог степена“. Десетог фебруара 1954.те године Државни тужилац Мејна поднео је жалбу захтевајући трајну забрану у складу са члановима 301 и 302 Федералног закона о храни, лековима и козметици, како би спречио међудржавну испоруку Акумулатора Оргона и како би забранио Рајхове промотивне материјале. Рајх је одбио да се појави на суду, наводећи да суд није у позицији да преиспитује његов рад. Ухапшен је због непоштовања суда, осуђен је на две године, казну од 10.000 долара и наређено је да његови Акумулатори Оргона буду уништени. Двадесет и трећег августа 1956.те године шест тона његових књигга, часописа и папира буде спаљено у Јавном спаљивачу 25. улице у Њујорку. Дванаестог марта 1957. су га послали у затвор у Денбуру, где га је испитивао Ричард Хубард. Осамнаестог новембра 1957. године Рајх је умро од срчаног удара док је био у затвору у Луисбургу из Пенсилваније.

### Живи
- Станислав Бурзински спроводи експериментална истраживања и примењује антинеопластоне на пацијенте са карциномом, који су неефикасни и опасни[57]. Бурзински управља Клиником Бурзински у Хјустону у Тексасу. Повезан је са великим бројем тужби и уручено му је упозорење од стране ФДА[58]. Уз помоћ агресивних правних претњи упућених критичарима, Бурзински наставља да се бави надрилекарством.[59][60]
- Ен Луиз Гитилмен (1949-) објавила је серију књига о исхрани које промовишу псеудонаучне идеје о губитку килаже[61][62], детоксификацији[63] и електромагнетном зрачењу[64][65]. Добила је докторат на сада неакредитованом факултету природног здравља Клејтон[64], који је познат по издавању диплома индивидуалцима који су оптужени за бављење надрилекарством[66].
- Мехмет Оз (1960-), као водитељ Др Оз Шоа промовисао је псеудонаучне здравствене терапије и суплементе. Сенат Сједињених Држава га је позвао на саслушање због помагања компанијама да продају лажне лекове.[67][68][69]
- Кеви Трудо(1963-) објавио је неколико књига о лековима које се односе на болести, губитак тежине и дугове. Тренутно се налази у затвору у Алабами због неплаћања новчане казне од 37,6 милиона долара, због тврдњи наведених у његовој књизи о лековима за мршављење.[70][71][72]

## Надрилекарство у Србији
- У Србији се надрилекарство третира као кривично дело. Према неким статистикама само у Србији је око 2000 надрилекара, а рачуна се да је и у другим земљама бивше Југославије у Балкана има још по толико, ако не и више.

Мноштво је „метода лечења” којима се обмањују несрећни, болесни и лаковерни људи. Неретко се “технике лечења” обављају посредно, помоћу биоенергије, фотографија, телефонским позивом, висковима, воском, талисманима, картама или деловима животињског тела.

### Примери
Теслина пурпурна плоча јесте плочица правоугаоног облика која се прави од анодизованог алуминијума, обојена пурпурном љубичастом бојом. Произвођачи ове плочице тврде да се она понаша као антена животне енергије која позитивно утиче на сва жива бића, храну, воду и тло у околини. Наводи се да она може особу „преке нарави” дословно претворити у љупку и веселу личност. Један од произвођача тврди да ова плоча може учинити да ће цвеће, уколико се залива водом која је стајала на пурпурној плочи, кренути да расте чак и дупло брже него што би расло да се полива водом која није била у близини плоче.
Јавност је познат случај под називом “Рајф генератор“. Рајф генератор је електрична направа помоћу које се лечи карцином „нултом терапијом”. Цео случај је познат јавности од 2009. Године када је МУП званично саопштио да је полиција привела Ненада Роса због сумње за превару већег броја људи којима је пружао третмане карцинома нултом терапијом, уз помоћ ручно израђене електричне направе, коју је и продавао.
Хашки оптуженик, Радован Караџић, за време скривања бавио се надрилекарством. За време свог скривања он се представљао као Давид Дабић, неуропсихијатар специјализован за алтернативну медицину и истраживач у области психологије и биоенергије, а за време свог бекства одржао је неколико предавања. На његовој визиткарти стоји име Д. Д. Дабић и натписи “Human Quantum energy”, и „ подршка у здрављу и у болести- до пуног здравља и исцељења”. Према ономе што на њој пише, др Дабић бавио се квантном, духовном и енергетском медицином, као и традиционалном јапанском техником за умањење стреса и опуштање “реики”.
Случајеви надрилекарства у Србији су многобројни, могуће је чак видети да се неки препарати рекламирају у медијима, међу најпознатије случајеве спадају: Вендоксин капи, Витафон, Квантна анализа, и бројни огласи за намештање атласа и других зглобова. Људи се окрећу надрилекарству онда када им то представља „последњу наду”, међутим последице коришћења ових “алтернативних” метода могу бити катастрофалне, у смислу да може доћи до погоршања стања или чак смртног исхода услед погрешног начина третирања болести.